# Andrzej Sołtan-Pereświat
Andrzej Sołtan-Pereświat (Kyiv, 11 november 1906 – Nieszawa, 4 september 1939) was een Pools roeier.
Sołtan-Pereświat nam deel aan de Olympische Spelen van 1928 in de acht namens Polen. De ploeg eindigde als vierde.

## Resultaten

### Olympische Zomerspelen
| Jaar | Plaats    | Resultaten          |
| ---- | --------- | ------------------- |
| 1928 | Amsterdam | 4e in de mannenacht |